# Dracaena glomerata
Dracaena glomerata är en sparrisväxtart som beskrevs av John Gilbert Baker. Dracaena glomerata ingår i släktet dracenor, och familjen sparrisväxter. Inga underarter finns listade i Catalogue of Life.